# Швець Микола Володимирович
Микола Володимирович Швець — молодший сержант Збройних сил України, учасник російсько-української війни. Герой України (2025).
З початком повномасштабного вторгнення воював на багатьох ділянках фронту, виконав низку бойових завдань.

## Нагороди
- Звання Герой України з врученням ордена «Золота Зірка» (26 лютого 2025) — за особисту мужність і героїзм, виявлені у захисті державного суверенітету та територіальної цілісності України, самовіддане служіння Українському народові[2].